# Coenonympha miris
Coenonympha miris är en fjärilsart som beskrevs av Rühl 1894. Coenonympha miris ingår i släktet Coenonympha och familjen praktfjärilar. Inga underarter finns listade i Catalogue of Life.